# Hydnotrya
Hydnotrya es un género de hongos ascomicetos relacionado con las  falsas morillas del género Gyromitra. Existen unas 15 especies en este género. Un estudio filogenético molecular recuperó a una especie que había sido descrita pero estuvo abandonada por 50 años, Hydnotrya bailii.

## Especies
- Hydnotrya bailii
- Hydnotrya cerebriformis
- Hydnotrya confusa
- Hydnotrya cubispora
- Hydnotrya inordinata
- Hydnotrya michaelis
- Hydnotrya soehneri
- Hydnotrya subnix
- Hydnotrya tulasnei
- Hydnotrya variiformis